# مالبری (کارولینای جنوبی)
مالبری(به انگلیسی: Mulberry) شهری در ایالت کارولینای جنوبی کشور ایالات متحده آمریکا است که جمعیت آن در سرشماری سال ۲۰۱۰ میلادی، ۵۲۹ نفر بوده‌است.